# Piratería aérea

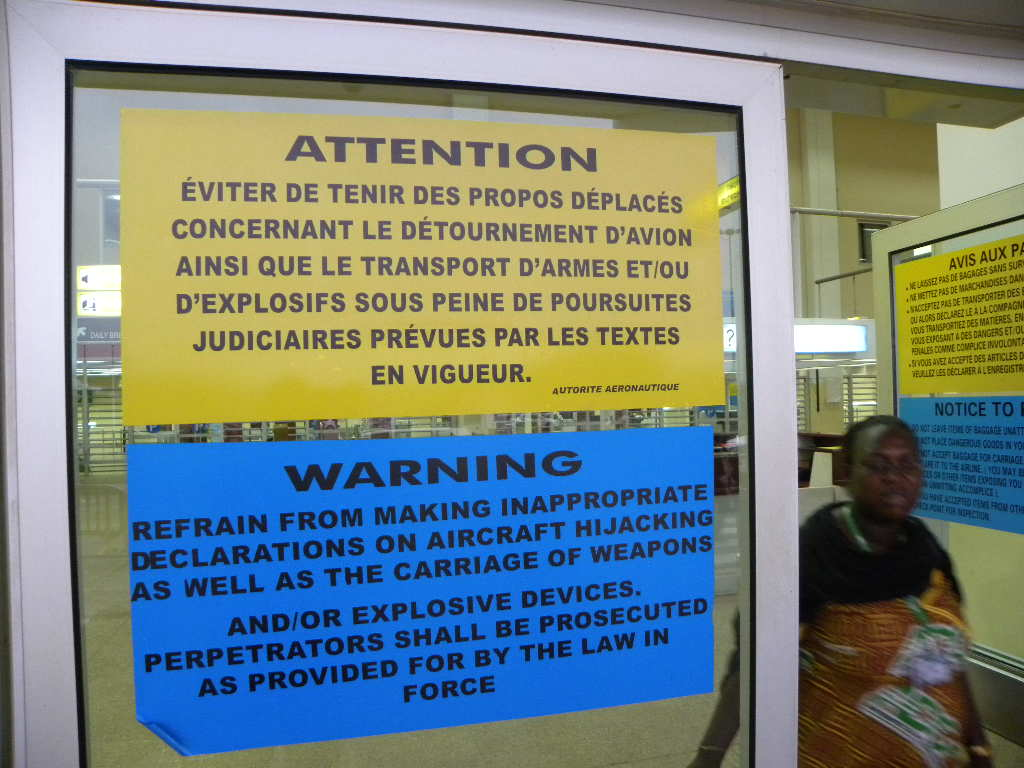
Carteles de advertencia sobre secuestro aéreo en francés y en inglés en un aeropuerto de África Central.

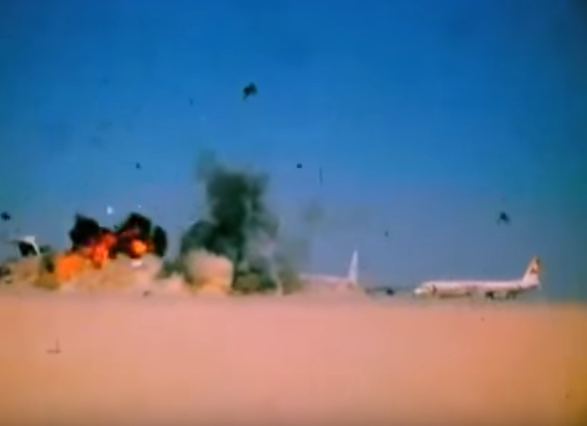
Secuestros de Dawson's Field: cuatro aviones de pasajeros fueron secuestrados consecutivamente en 1970. Posteriormente, una vez evacuados los rehenes, esos aviones fueron explotados en tierra.

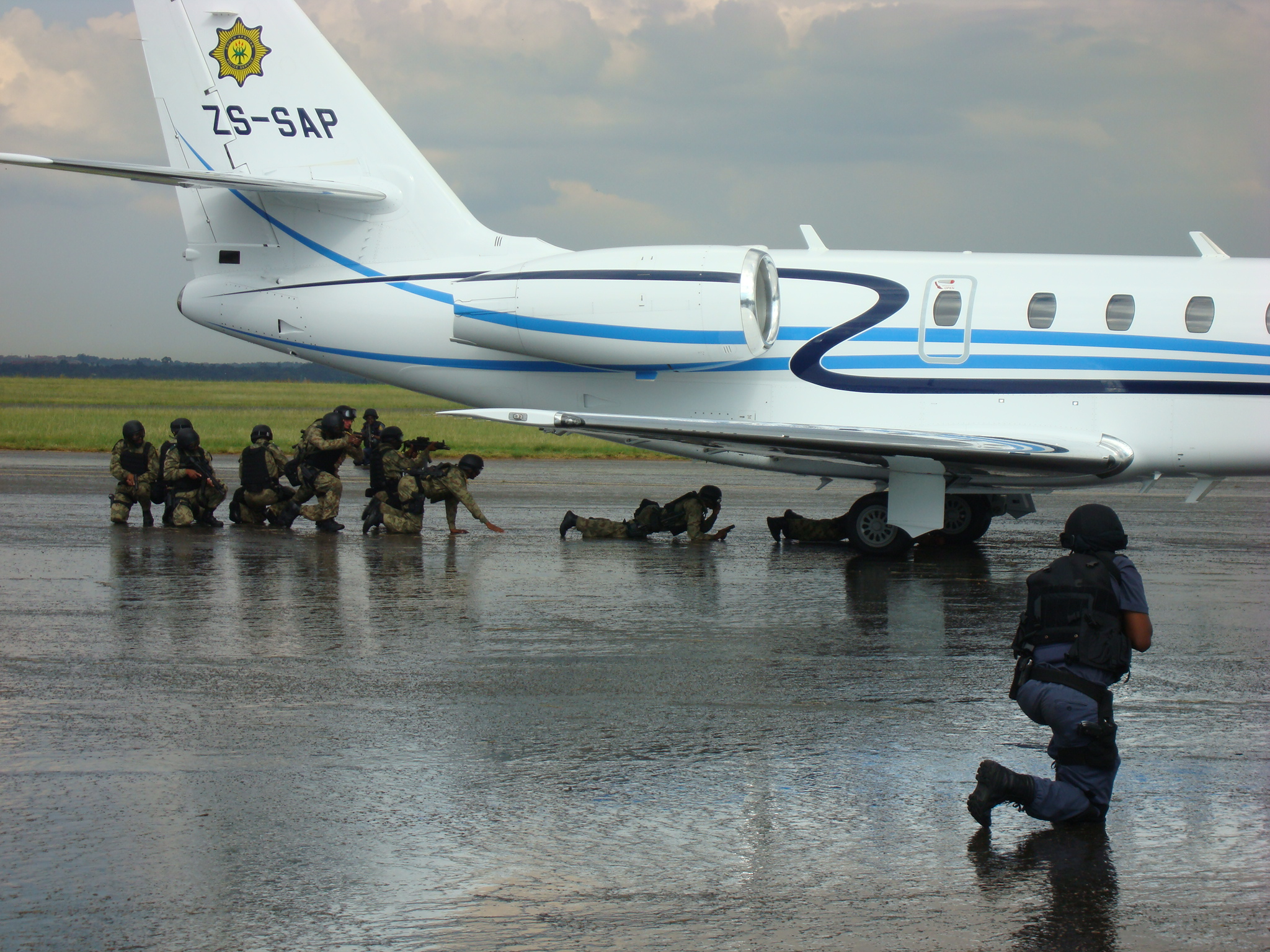
Una simulación de las fuerzas especiales de Sudáfrica sobre un asalto a un avión secuestrado.

La piratería aérea (también conocida como secuestro de aeronaves o secuestro aéreo) es el secuestro de una aeronave por un individuo o grupo. En la mayoría de los casos, el piloto se ve obligado a volar bajo las órdenes de los secuestradores. Sin embargo, de vez en cuando, los secuestradores vuelan las aeronaves por sí mismos, como por ejemplo en los ataques del 11 de septiembre. En al menos tres casos, el avión fue secuestrado por el piloto o el copiloto.

## Historia
Se han producido secuestros de aviones desde los primeros días de haber sido autorizados. Estos se pueden clasificar en las siguientes épocas: 1929-1957, 1958-1979, 1980-2000 y 2001-presente. Los primeros incidentes involucraron aviones pequeños, pero esto más tarde involucró aviones de pasajeros a medida que la aviación comercial se generalizó.

### 1929-1957
Entre 1929 y 1957, hubo menos de 20 incidentes de secuestros denunciados en todo el mundo; varios ocurrieron en Europa Oriental.
Uno de los primeros secuestros no confirmados ocurrió en diciembre de 1929, cuando el piloto J. Howard "Doc" DeCelles volaba una ruta postal para una empresa mexicana, de la aerolínea Transportes Aéreos Transcontinentales, transportando correo de San Luis Potosí a Torreón y luego a Guadalajara. En ese momento, el teniente Saturnino Cedillo, gobernador del estado de San Luis Potosí, le ordenó desviarse. Varios hombres también estuvieron involucrados y, a través de un intérprete, DeCelles no tuvo más remedio que cumplir con las órdenes. Se presume que estuvo cautivo durante varias horas bajo vigilancia armada antes de ser liberado.
El primer secuestro de un avión registrado tuvo lugar el 21 de febrero de 1931 en Arequipa, Perú. Byron Richards, que volaba un Ford Tri-Motor, fue secuestrado mientras alistaba su ruta de vuelo por revolucionarios armados. Byron se negó a llevarlos a cualquier lugar, lo que causó un enfrentamiento de 10 días. A Richards se le informó que la revolución había tenido éxito y que podría ser liberado a cambio de llevar a uno de los hombres a Lima.
Al año siguiente, en septiembre de 1932, un Sikorsky S-38 con matrícula P-BDAD, que aún ostentaba los títulos de la empresa de Nyrba do Brasil, fue secuestrado en el hangar de la empresa por tres hombres armados, que tomaron como rehén a una persona de mantenimiento. A pesar de que los secuestradores no tenían experiencia de vuelo, lograron despegar. Sin embargo, la aeronave se estrelló en São João de Meriti, matando a los cuatro hombres. Aparentemente, el secuestro estuvo relacionado con los hechos de la Revolución Constitucionalista en São Paulo; se considera como el primer secuestro que tuvo lugar en Brasil.
El 28 de octubre de 1939 tuvo lugar el primer asesinato en un avión en Brookfield, Misuri, Estados Unidos. La víctima era Carl Bivens, un instructor de vuelo que enseñaba a un hombre llamado Earnest P. "Larry" Pletch. Mientras estaba en el aire en un monoplano Taylor Cub, Pletch le disparó a Bivens dos veces en la parte posterior de la cabeza. Pletch dijo más tarde a los fiscales: "Carl me estaba diciendo que tenía una habilidad natural y que debería seguir esa ruta", y agregó: "Tenía un revólver en el bolsillo y sin decirle una palabra, lo saqué de mi overol y le disparé una bala en la parte posterior. Nunca supo qué lo golpeó". El Chicago Daily Tribune afirmó que fue uno de los crímenes más espectaculares del siglo XX. Pletch se declaró culpable y fue sentenciado a cadena perpetua. Sin embargo, fue puesto en libertad el 1 de marzo de 1957, después de cumplir 17 años, y vivió hasta junio de 2001.
En 1942, cerca de Malta, dos neozelandeses, un sudafricano y un inglés lograron el primer secuestro aéreo confirmado, cuando redujeron a sus captores dentro de un hidroavión italiano que los llevaba a un campo de prisioneros de guerra. Cuando se acercaron a una base militar aliada, fueron atacados por un Supermarine Spitfire, y la aeronave realizó un aterrizaje de emergencia en el agua. Todos a bordo sobrevivieron para ser recogidos por un barco británico.
En los años posteriores a la Segunda Guerra Mundial, Philip Baum, un experto en seguridad de aviación, sugiere el desarrollo de una juventud rebelde podría contribuir a ataques contra el campo de la aviación. El primer secuestro de un vuelo comercial ocurrió en el Miss Macao de Cathay Pacific el 16 de julio de 1948. Después de este incidente y otros en la década de 1950, las aerolíneas recomendaron que las tripulaciones de vuelo cumplieran con las demandas de los secuestradores en lugar de arriesgarse a un enfrentamiento violento. También hubo varios incidentes de secuestro y asaltos a aviones en China y el Medio Oriente. 
El 23 de julio de 1956, en la República Popular Húngara, siete pasajeros secuestraron un vuelo doméstico de Malév Hungarian Airlines, un Lisunov Li-2 (matrícula HA-LIG), con el objetivo de escapar de la Cortina de Hierro y dirigirse a Alemania Occidental. El avión aterrizó de forma segura en la base aérea de Ingolstadt sin heridos.
El primer secuestro de un vuelo por motivos políticos ocurrió en Bolivia, afectando a la aerolínea Lloyd Aéreo Boliviano el 26 de septiembre de 1956. El DC-4 transportaba a 47 prisioneros que eran transportados desde Santa Cruz, Bolivia, hasta El Alto, en La Paz. Un grupo político los esperaba para llevarlos a un campo de concentración ubicado en Carahuara de Carangas, Oruro. Los 47 prisioneros dominaron a la tripulación y obtuvieron el control de la aeronave, y mientras estaban en el aire, desviaron el avión a Tartagal, Argentina. Los prisioneros tomaron el control de la aeronave y recibieron instrucciones de volar nuevamente a Salta, Argentina, ya que el aeródromo de Tartagal no era lo suficientemente grande. Al aterrizar, recibieron asilo político.
El 22 de octubre de 1956, durante la Guerra de Argelia, las fuerzas francesas secuestraron a un avión marroquí que transportaba a líderes del Frente de Liberación Nacional de Argelia (FLN). El avión, que transportaba a Ahmed Ben Bella, Hocine Aït Ahmed y Mohamed Boudiaf, estaba destinado a salir de Palma de Mallorca hacia Túnez, donde los líderes del FLN iban a reunirse con el primer ministro Habib Bourguiba, pero las fuerzas francesas desviaron el vuelo hacia la Argel ocupada, donde arrestaron a los líderes del FLN.

### 1958-1979
Entre 1958 y 1967 hubo aproximadamente 40 secuestros en todo el mundo. A partir de 1958 comenzaron a ocurrir secuestros desde Cuba hacia otros destinos; en 1961, se generalizaron los secuestros desde otros destinos a Cuba. El primero ocurrió el 1 de mayo de 1961, en un vuelo de Miami a Cayo Hueso. El perpetrador, armado con un cuchillo y una pistola, obligó al capitán a aterrizar en Cuba.
Australia estuvo relativamente al margen de la amenaza de secuestros hasta el 19 de julio de 1960. Esa noche, un hombre ruso de 22 años intentó desviar el Vuelo 408 de Trans Australia Airlines a Darwin o Singapur. La tripulación pudo someter al hombre después de una breve lucha.
Según la FAA, en la década de 1960 hubo 100 intentos de secuestro de aeronaves estadounidenses: 77 exitosos y 23 fallidos. Reconociendo el peligro desde el principio, la FAA emitió una directiva el 28 de julio de 1961, que prohíbe a las personas no autorizadas portar armas de fuego ocultas e interferir con los deberes de los miembros de la tripulación. La Ley Federal de Aviación de 1958 fue enmendada para imponer sanciones severas a quienes tomen el control de un avión comercial. Las líneas aéreas también podrían negarse a transportar pasajeros que pudieran causar peligro. Ese mismo año, la FAA y el Departamento de Justicia de Estados Unidos crearon el Programa de Oficiales de Paz que pusieron mariscales entrenados en vuelos. Unos años más tarde, el 7 de mayo de 1964, la FAA adoptó una regla que exige que las puertas de la cabina de los aviones comerciales se mantengan cerradas con llave en todo momento.
En un período de cinco años (1968-1972), el mundo experimentó 326 intentos de secuestro, o uno cada 5,6 días. Los incidentes eran frecuentes y, a menudo, solo un inconveniente, lo que resultó en que los programas de televisión crearan parodias. La revista Time incluso publicó una comedia alegre llamada "Qué hacer cuando llega el secuestrador". La mayoría de los incidentes ocurrieron en los Estados Unidos. Había dos tipos distintos: secuestros para transporte a otro lugar y secuestros para extorsión con amenaza de daño.
Entre 1968 y 1972 se registraron 90 intentos de transporte a Cuba. En contraste, hubo 26 intentos de extorsión (ver tabla a la derecha). El secuestro transcontinental más largo y primero Los Ángeles, Denver, Nueva York, Bangor, Shannon y Roma) de los Estados Unidos comenzó el 31 de octubre de 1969. 
El Vuelo 1320 de Eastern Air Lines Shuttle el 17 de mayo de 1970 fue testigo de la primera muerte en el curso de un secuestro estadounidense. 
Los incidentes también se volvieron problemáticos fuera de los EE. UU. Por ejemplo, en 1968, militantes del Frente Popular para la Liberación de Palestina (PFLP) tomaron el vuelo 426 de El Al el 23 de julio, un incidente que duró 40 días, lo que lo convierte en uno de los más largos. Este récord fue batido más tarde en 1999. 
Como resultado de la evolución de la amenaza, el presidente Nixon emitió una directiva en 1970 para promover la seguridad en los aeropuertos, la vigilancia electrónica y los acuerdos multilaterales para abordar el problema. 
La Organización de Aviación Civil Internacional (OACI) emitió un informe sobre el secuestro de aeronaves en julio de 1970. Desde 1969 hasta finales de junio de 1970, hubo 118 incidentes de incautación ilegal de aeronaves y 14 incidentes de sabotaje y ataques armados contra la aviación civil. En él participaron aerolíneas de 47 países y más de 7.000 pasajeros. En este período, 96 personas murieron y 57 resultaron heridas como consecuencia de secuestros, sabotajes y ataques armados.
La OACI afirmó que esto no es algo aislado de una nación o una región, sino un problema mundial para el crecimiento seguro de la aviación civil internacional. Los incidentes también se hicieron notorios: en 1971, un hombre conocido como D. B. Cooper secuestró un avión y pidió una suma de US$200.000 antes de lanzarse en paracaídas sobre Oregón. Nunca fue identificado. 
El 20 de agosto de 1971, un avión militar T-33 de la Fuerza Aérea de Pakistán fue secuestrado antes de la guerra indo-paquistaní de 1971 en Karachi. El teniente Matiur Rahman atacó al oficial Rashid Minhas e intentó aterrizar en India. Minhas estrelló deliberadamente el avión contra el suelo cerca de Thatta para evitar la desviación. 
Los países de todo el mundo continuaron sus esfuerzos para abordar los delitos cometidos a bordo de aviones. El Convenio de Tokio, redactado en 1958, estableció un acuerdo entre los signatarios de que el "Estado en el que está matriculada la aeronave es competente para ejercer jurisdicción sobre los delitos cometidos a bordo de esa aeronave mientras está en vuelo". Si bien la Convención no convierte el secuestro en un delito internacional, contiene disposiciones que obligan al país en el que aterriza una aeronave secuestrada a devolver la aeronave a su propietario responsable y permitir que los pasajeros y la tripulación continúen su viaje. La Convención entró en vigor en diciembre de 1969.
Un año más tarde, en diciembre de 1970, se redactó la Convención de La Haya que castiga a los secuestradores, permitiendo a cada estado procesar a un secuestrador si ese estado no lo extradita, y privarlo del asilo del enjuiciamiento. 
El 5 de diciembre de 1972, la Administración Federal de Aviación emitió reglas de emergencia que requerían que todos los pasajeros y su equipaje de mano fueran inspeccionados. Los aeropuertos implementaron lentamente detectores de metales, registros manuales y máquinas de rayos X para prohibir las armas y los artefactos explosivos. Estas reglas entraron en vigor el 5 de enero de 1973 y fueron bien recibidas por la mayoría del público. En 1974, el Congreso promulgó una ley que preveía la pena de muerte por actos de piratería de aeronaves con resultado de muerte. Entre 1968 y 1977, hubo aproximadamente 41 secuestros por año.

### 1980-2000
Para 1980, la inspección en los aeropuertos y una mayor cooperación de la comunidad internacional dieron como resultado menos secuestros exitosos; el número de eventos había caído significativamente por debajo del nivel de 1968. Entre 1978 y 1988, hubo aproximadamente 26 incidentes de secuestros por año. Una nueva amenaza surgió en la década de 1980: terroristas organizados que destruyen aviones para llamar la atención. Por ejemplo, los grupos terroristas fueron responsables de la explosión del Vuelo 182 de Air India sobre la costa irlandesa. En 1988, el Vuelo 103 de Pan Am fue explotó cuando volaba sobre Escocia. La actividad terrorista que incluyó intentos de secuestro en el Medio Oriente también fue motivo de preocupación.
Durante la década de 1990, hubo una paz relativa en el espacio aéreo de los Estados Unidos, ya que la amenaza de un secuestro doméstico se consideraba un recuerdo lejano. A nivel mundial, sin embargo, los secuestros aún persistieron. Entre 1993 y 2003, el mayor número de secuestros ocurrió en 1993, Este número se puede atribuir a eventos en China donde los secuestradores intentaban obtener asilo político en Taiwán. Europa y el resto de Asia oriental tampoco fueron inmunes. El 26 de diciembre de 1994, el Vuelo 8969 de Air France con 172 pasajeros y tripulación fue secuestrado después de salir de Argel. Las autoridades creían que el objetivo era estrellar el avión contra la Torre Eiffel. El 21 de junio de 1995, El Vuelo 857 de All Nippon Airways fue secuestrado por un hombre que decía ser miembro del culto religioso Aum Shinrikyo y exigía la liberación de su líder encarcelado, Shoko Asahara. El incidente se resolvió cuando la policía irrumpió en el avión.
El 17 de octubre de 1996, cuatro agentes de la unidad policial especial austriaca llevaron a cabo el primer secuestro que terminó en el aire en un vuelo ruso de Aeroflot desde Malta a Lagos, Nigeria, a bordo de un Tupolev Tu-154. Los operativos escoltaron a los internos detenidos para su deportación a sus países de origen y estaban equipados con armas y guantes. El 12 de abril de 1999, seis miembros del ELN secuestraron un Fokker 50 del Vuelo 9463 de Avianca, que volaba de Bucaramanga a Bogotá. Muchos rehenes fueron retenidos durante más de un año y el último rehén fue finalmente liberado 19 meses después del secuestro.

### 2001-presente
El 11 de septiembre de 2001, cuatro aviones fueron secuestrados por 19 extremistas de Al-Qaeda: el Vuelo 11 de American Airlines, el Vuelo 175 de United Airlines, el Vuelo 77 de American Airlines y el Vuelo 93 de United Airlines. Los primeros dos aviones se estrellaron deliberadamente contra las Torres Gemelas del World Trade Center en la ciudad de Nueva York y el tercero se estrelló contra el Pentágono en el condado de Arlington, Virginia. El cuarto se estrelló en un campo en Stonycreek Township cerca de Shanksville, Pensilvania. después de que la tripulación y los pasajeros intentaran dominar a los secuestradores. Las autoridades creen que el objetivo previsto era el Capitolio de los Estados Unidos o la Casa Blanca en Washington D.C. En total, 2.996 personas murieron y más de 6.000 resultaron heridas en los ataques, lo que convierte a los secuestros en los más mortíferos de la historia moderna.
Después de los ataques, el gobierno de los Estados Unidos formó la Administración de Seguridad del Transporte (TSA) para manejar la inspección en los aeropuertos de los Estados Unidos, Las agencias gubernamentales de todo el mundo reforzaron la seguridad aeroportuaria, los procedimientos y la recopilación de inteligencia. Hasta los ataques del 11 de septiembre de 2001, nunca se había producido un incidente en el que se utilizara un avión de pasajeros como arma de destrucción masiva. El informe de la Comisión del 11 de septiembre indicó que siempre se asumió que un "secuestro tomaría la forma tradicional"; por lo tanto, las tripulaciones de las aerolíneas nunca tuvieron un plan de contingencia para un secuestro suicida. Como resume Patrick Smith, un piloto de línea aérea:

Una de las grandes ironías aquí es que el éxito de los ataques de 2001 no tuvo nada que ver con la seguridad del aeropuerto en primer lugar. Fue un fracaso de la seguridad nacional. Lo que los hombres realmente explotaron fue una debilidad en nuestra mentalidad: un conjunto de suposiciones basadas en un historial de décadas de secuestros. En años pasados, un secuestro significaba una distracción, con negociaciones de rehenes y enfrentamientos. La única arma que importaba era la intangible: el elemento sorpresa.

A mediados de la década de 2000, todavía ocurrían secuestros, pero había muchos menos incidentes y víctimas. El número de incidentes había disminuido, incluso antes de los ataques del 11 de septiembre. Un incidente notable en 2006 fue el secuestro del Vuelo 1476 de Turkish Airlines, que volaba de Tirana a Estambul, que fue secuestrado por un hombre llamado Hakan Ekinci. El avión, con 107 pasajeros y 6 tripulantes, hizo llamadas de socorro al control de tráfico aéreo y fue escoltado por aviones militares antes de aterrizar de manera segura en Brindisi, Italia. En 2007, se produjeron varios incidentes en Medio Oriente y África del Norte; los secuestradores en uno de estos incidentes afirmaron estar afiliados a Al-Qaeda. Hacia finales de la década, Aeroméxico experimentó su primer incidente terrorista cuando el Vuelo 576 de Aeroméxico fue secuestrado por un hombre que exigía hablar con el presidente Calderón.
Desde 2010, la Aviation Safety Network estima que ha habido 15 secuestros en todo el mundo con tres muertes. Esta es una cifra considerablemente más baja que en décadas anteriores que se puede atribuir a mayores mejoras de seguridad y conciencia de los ataques del estilo del 11 de septiembre. El 29 de junio de 2012, se intentó secuestrar el Vuelo GS7554 de Tianjin Airlines de Hotan a Ürümqi en China. El Incidente más recientemente fue el secuestro en 2016 del Vuelo 181 de EgyptAir, que involucró a un hombre egipcio que afirmó tener una bomba y ordenó que el avión aterrizara en Chipre. Se rindió varias horas después, tras liberar a los pasajeros y la tripulación.

## Medidas de Seguridad
A diferencia de los típicos secuestros de vehículos terrestres o barcos, el secuestro aéreo generalmente no es cometido como parte de un delito de robo o hurto. La mayoría de los secuestradores de aviones tienen la intención de utilizar los pasajeros como rehenes, ya sea para obtener un rescate monetario o por alguna concesión política o administrativa por las autoridades. Varios motivos han impulsado estos hechos, entre ellos exigiendo la liberación de ciertos reclusos (por ejemplo IC-814), destacar las quejas de una comunidad en particular (por ejemplo AF 8969), o asilo político (por ejemplo ET 961). Los secuestradores también han utilizado aviones como arma para atacar determinados lugares (por ejemplo los ataques del 11 de septiembre de 2001).
Los secuestros para rehenes comúnmente producen un enfrentamiento armado durante un período de negociación entre los secuestradores y las autoridades, seguido por algún tipo de arreglo. Los acuerdos no siempre responden a las demandas originales de los secuestradores. Si las demandas de los secuestradores son consideradas demasiado grandes y sus perpetradores no muestran inclinación a rendirse, las autoridades recurren en ocasiones a fuerzas especiales para intentar el rescate de los rehenes (por ejemplo la operación Entebbe).
Una de las medidas más efectivas para evitar este tipo de ataques, es el control físico de los pasajeros previo al embarque, en especial bajo el sistema de detección de metales, a fin de evitar el porte de armas, así como también el control de porte de líquidos y la implementación de escáneres corporales.
En la historia de los secuestros, la mayoría de los incidentes involucraron aviones obligados a aterrizar en un destino determinado con demandas. Como resultado, los aviones comerciales adoptaron una regla de "cumplimiento total" que enseñó a los pilotos y tripulantes de cabina a cumplir con las demandas de los secuestradores. Las tripulaciones aconsejan a los pasajeros que se sienten en silencio para aumentar sus posibilidades de supervivencia. El objetivo final es aterrizar el avión de forma segura y dejar que las fuerzas de seguridad se encarguen de la situación. La Administración Federal de Aviación sugirió que cuanto más tiempo persistiera un secuestro, más probable sería que terminara pacíficamente con los secuestradores alcanzando su objetivo. Aunque el cumplimiento total sigue siendo relevante, los hechos del 11 de septiembre cambiaron este paradigma ya que esta técnica no puede evitar un secuestro de asesinato-suicidio.
Después de los ataques del 11 de septiembre, se hizo evidente que cada situación de secuestro debe evaluarse caso por caso. La tripulación de cabina, ahora consciente de las graves consecuencias, tiene una mayor responsabilidad para mantener el control de su aeronave. La mayoría de las aerolíneas también brindan capacitación a los miembros de la tripulación en tácticas de defensa personal. Desde la década de 1970, a la tripulación se le enseña a estar alerta ante comportamientos sospechosos. Por ejemplo, pasajeros que no tienen equipaje de mano o que están de pie junto a la puerta de la cabina con movimientos inquietos. Ha habido varios incidentes en los que la tripulación y los pasajeros intervinieron para evitar ataques: el 22 de diciembre de 2001, Richard Reid intentó encender explosivos en el Vuelo 63 de American Airlines. En 2009, un Vuelo 253 de Northwest Airlines, Umar Farouk Abdulmutallab intentó detonar explosivos cosidos en su ropa interior. En 2012, el intento de secuestro del Vuelo 7554 de Tianjin Airlines se detuvo cuando la tripulación de cabina colocó un carrito frente a la puerta de la cabina y pidió ayuda a los pasajeros.

## Seguridad en la Cabina
Ya en 1964, la Administración Federal de Aviación exigía que las puertas de la cabina de los aviones comerciales se mantuvieran cerradas durante el vuelo. En 2002, el Congreso de Estados Unidos aprobó la "Ley Armando a los Pilotos contra el Terrorismo", que permite a los pilotos de las aerolíneas estadounidenses llevar armas en la cabina. Desde 2003, estos pilotos son conocidos como Federal Flight Deck Officers. Se estima que uno de cada 10 de los 125.000 pilotos comerciales está capacitado y armado. También en 2002, los fabricantes de aviones como Airbus introdujeron una puerta de cabina reforzada que es resistente a los disparos y la entrada forzada. Poco después, la FAA exigió a los operadores de más de 6000 aeronaves que instalaran puertas de cabina más resistentes antes del 9 de abril de 2003. También se endurecieron las reglas para restringir el acceso a la cabina y facilitar a los pilotos el bloqueo de las puertas. En 2015, el Vuelo 9525 de Germanwings se desvió de su ruta de vuelo hecho por el copiloto y se estrelló deliberadamente, mientras el capitán estaba fuera. El comandante no pudo volver a entrar a la cabina porque la aerolínea ya había reforzado la puerta de la cabina. La Agencia Europea de Seguridad Aérea emitió una recomendación para que las aerolíneas garanticen que al menos dos personas, un piloto y un miembro de la tripulación de cabina, ocupen la cabina durante el vuelo. La FAA en los Estados Unidos aplica una regla similar.

## Legislación para derribar las aeronaves secuestradas que pueden ser un riesgo para la sociedad

### Alemania
En enero de 2005, entró en vigor una ley federal en Alemania, llamada Luftsicherheitsgesetz, que permite la "acción directa de la fuerza armada" contra un avión secuestrado para evitar un ataque al estilo del 11 de septiembre. Sin embargo, en febrero de 2006, el Tribunal Constitucional Federal anuló estas disposiciones de la ley, declarando que tales medidas preventivas eran inconstitucionales y serían esencialmente asesinatos patrocinados por el estado, incluso si tal acto salvaría muchas más vidas en el terreno. La razón principal detrás de esta decisión fue que el estado estaría matando efectivamente a rehenes inocentes para evitar un ataque terrorista. La Corte también dispuso que el Ministro de Defensa constitucionalmente no está facultado para actuar en materia de terrorismo, ya que es deber de las policías estatales y federales. El presidente de Alemania, Horst Köhler, instó a la revisión judicial de la constitucionalidad de la Luftsicherheitsgesetz después de que la convirtió en ley en 2005.

### India
India publicó su nueva política contra el secuestro en agosto de 2005. La política entró en vigor después de la aprobación del Comité de Seguridad del Gabinete (CCS). Los puntos principales de la política son:
- Cualquier intento de secuestro será considerado un acto de agresión contra el país y dará lugar a una respuesta propia de un agresor.
- Los secuestradores, si son capturados vivos, serán juzgados, declarados culpables y condenados a muerte.
- Los secuestradores participarán en negociaciones solo para poner fin al incidente, consolar a los pasajeros y evitar la pérdida de vidas.
- El avión secuestrado será derribado si se considera que se convierte en un misil que se dirige a objetivos estratégicos.
- El avión secuestrado será escoltado por aviones de combate armados y se verá obligado a aterrizar.
- Un avión secuestrado en tierra no podrá despegar bajo ninguna circunstancia.

### Estados Unidos
Antes de los ataques del 11 de septiembre de 2001, las contramedidas se centraban en los secuestros "tradicionales". Como tal, no existían reglas específicas para manejar los secuestros suicidas, donde los aviones se utilizarían como arma. Además, la respuesta militar en ese momento consistía en múltiples unidades no coordinadas, cada una con su propio conjunto de reglas de enfrentamiento sin una estructura de mando unificada. Poco después de los ataques, sin embargo, se introdujeron nuevas reglas de enfrentamiento, autorizando al Comando de Defensa Aeroespacial de América del Norte (NORAD, por sus siglas en inglés), el comando de la Fuerza Aérea encargado de proteger el espacio aéreo de los Estados Unidos a derribar aviones comerciales secuestrados si el avión se considera un amenaza a los objetivos estratégicos. En 2003, los militares afirmaron que los pilotos de combate practican este escenario varias veces a la semana.

### Otros Países
Polonia y Rusia se encuentran entre otros países que han tenido leyes o directivas para derribar aviones secuestrados. Sin embargo, en septiembre de 2008, el Tribunal Constitucional de Polonia dictaminó que las normas polacas eran inconstitucionales y las anuló.

## Ley internacional

### Convenio de Tokio
El Convenio sobre las infracciones y ciertos otros actos cometidos a bordo de las aeronaves, conocido como Convenio de Tokio, es un tratado internacional que entró en vigor el 4 de diciembre de 1969. Hasta 2015, ha sido ratificado por 186 partes. El artículo 11 del Convenio de Tokio establece lo siguiente:

1. Cuando una persona a bordo haya cometido ilícitamente, por la fuerza o amenazándolo, un acto de interferencia, apoderamiento u otro ejercicio ilícito del control de una aeronave en vuelo, o cuando tal acto esté a punto de cometerse, los Estados contratantes tomarán todas las medidas apropiadas medidas para restaurar el control de la aeronave a su comandante legítimo o para preservar su control de la aeronave.
2. En los casos contemplados en el párrafo anterior, el Estado Contratante en el que aterrice la aeronave permitirá que sus pasajeros y tripulantes continúen su viaje tan pronto como sea posible, y devolverá la aeronave y su carga a las personas que tengan derecho legal a su posesión.

Los signatarios acuerdan que si hay una toma ilegal de una aeronave, o una amenaza de ella en su territorio, tomarán todas las medidas necesarias para recuperar o mantener el control de la aeronave. El piloto al mando también puede desembarcar a una persona sospechosa en el territorio de cualquier país, donde aterrice la aeronave, y ese país debe estar de acuerdo con ello, según lo establecido en los artículos 8 y 12 de la convención.

### Convenio de La Haya
El Convenio para la represión del apoderamiento ilícito de aeronaves (conocido como Convenio de La Haya) entró en vigor el 14 de octubre de 1971. Desde 2013, el convenio cuenta con 185 signatarios.

### Convenio de Montreal
El Convenio de Montreal es un tratado multilateral adoptado por una reunión diplomática de los Estados miembros de la OACI en 1999. Enmendó importantes disposiciones del régimen del Convenio de Varsovia relativas a la compensación para las víctimas de Accidentes aéreos.

## Filmografía
- La serie de televisión canadiense Mayday: catástrofes aéreas ha recreado varios incidentes de secuestros durante su transmisión para National Geographic Channel.

- La película de Hollywood de 1997 Air Force One se basa en el secuestro ficticio del Air Force One.[45]

- El secuestro es un tema central en la trilogía de películas Turbulence.

- En Misión imposible 2, uno de los antagonistas de la película secuestra un avión al comienzo de la película.

- La película de 2006, United 93 se basa en los hechos reales a bordo del vuelo 93 de United Airlines, una de las cuatro aerolíneas secuestradas durante los ataques del 11 de septiembre de 2001.

- La película de 2012, The Dark Knight Rises presenta una secuencia inicial de secuestro y estrellamiento de un avión con el propósito de secuestrar a un hombre y fingir su muerte.[46]

- La película Con Air presenta un avión de los US Marshals secuestrado por los prisioneros de máxima seguridad a bordo.
- The Taking of Flight 847: The Uli Derickson Story fue una película hecha para televisión basada en el secuestro real del Vuelo 847 de TWA, visto a través de los ojos del asistente de vuelo en jefe Uli Derickson.

- Pasajero 57 representa a un experto en seguridad de una aerolínea atrapado en un avión de pasajeros cuando los terroristas toman el control.

- La decisión ejecutiva muestra un Boeing 747 que transportaba a 400 pasajeros siendo secuestrado por terroristas argelinos, y las fuerzas especiales del ejército y la marina de los EE. UU. utilizan un avión de reconocimiento para retomar el avión.

- Skyjacked es una película de 1972 sobre un veterano de la Guerra de Vietnam enloquecido que secuestra un avión y exige que lo lleven a la Unión Soviética.

- La película de 1986, The Delta Force mostraba a un escuadrón de fuerzas especiales encargado de retomar un avión secuestrado por terroristas libaneses, basado libremente en el secuestro del Vuelo 847 de TWA.

- La película de 2004 El asesinato de Richard Nixon, basada en un incidente real, muestra a un vendedor de neumáticos desilusionado que intenta secuestrar un avión en 1974 y estrellarlo contra la Casa Blanca. Su intento fracasó y fue herido de muerte por un policía del aeropuerto. Se suicidó antes de que la policía irrumpiera en el avión.

- La película de 2006, Snakes On a Plane es una historia ficticia sobre la piratería de aviones a través de la liberación en vuelo de serpientes venenosas.

- En Harold and Kumar 2, dos alguaciles del aire de EE. UU. someten a Harold y Kumar a bordo de un avión después de confundirlos con terroristas.

- La película de 2011, Payanam es una película completamente basada en las negociaciones y operaciones de rescate realizadas por las fuerzas de seguridad indias en respuesta a un incidente de secuestro de un vuelo.

- En el videojuego Grand Theft Auto V de 2013, el jugador tiene la tarea de secuestrar un avión de carga que transporta un gran cargamento de armas al estrellar un avión fumigador contra la bahía de carga en pleno vuelo y luchar para tomar el control del avión. Más tarde, el avión de carga es derribado por la Fuerza Aérea de los EE. UU., lo que requiere que el jugador salte.

- La película Non-Stop de 2014 muestra el secuestro de un avión.

- La película india Neerja se basa en el secuestro del Vuelo 73 de Pan Am en Karachi.

- En 2016, la televisión alemana emitió la película The Verdict, en la que un piloto militar de la Bundeswehr derriba un avión de pasajeros secuestrado con 164 personas a bordo que se dirigía a un estadio lleno de 70.000 personas. Después de la transmisión, se convocó una votación pública en Alemania, Austria y Suiza, y el 86,9% de los espectadores votaron que el piloto no era culpable de asesinato.

- La película 7500 de 2019 describe la lucha de un piloto para aterrizar un avión y mantener el control de su cabina durante un secuestro.